# Zoellnerallium
Zoellnerallium es un género de plantas herbáceas, perennes y bulbosas con  dos especies perteneciente a la subfamilia Allioideae de las amarilidáceas.

## Listado de especies
- Zoellnerallium andinum (Poepp.) Crosa, Darwiniana  19:331-334 (1975) de Mendoza (Argentina)
- Zoellnerallium serenense (Ravenna) Crosa, Darwiniana 42: 166 (2004) (sin.: Nothoscordum serenense Ravenna), de Chile.